# The Foundation (Zac Brown Band)
The Foundation è il primo album discografico in studio del gruppo musicale statunitense di genere country degli Zac Brown Band, pubblicato nel 2008.
In USA il disco è stato certificato con 5 dischi di platino.

## Tracce
1. Toes – 4:21
2. Whatever It Is – 3:29
3. Where the Boat Leaves From – 3:44
4. Violin Intro to Free – 1:01
5. Free – 3:48
6. Chicken Fried – 3:58
7. Mary – 2:50
8. Different Kind of Fine – 3:18
9. Highway 20 Ride – 3:51
10. It's Not OK – 4:10
11. Jolene – 4:21
12. Sic 'Em on a Chicken – 3:51